# Uixman
Uixman (en rus: Ушман) és un poble (un possiólok) del krai de Khabàrovsk, a Rússia, que el 2012 tenia 84 habitants. Pertany al districte rural de Verkhnebureïnski.